# Liste der Bodendenkmale in Großweitzschen
In der Liste der Bodendenkmale in Großweitzschen sind die Bodendenkmale der Gemeinde Großweitzschen und ihrer Ortsteile nach dem Stand der Auflistung von Klaus Kroitzsch und Harald Quietzsch aus dem Jahr 1984 aufgelistet. Eventuelle Änderungen und Ergänzungen, insbesondere aus der Zeit nach der Wende, sind nicht berücksichtigt, da für Sachsen aktuell keine neueren allgemein zugänglichen Bodendenkmallisten vorliegen. Die Baudenkmale sind in der Liste der Kulturdenkmale in Großweitzschen aufgeführt.
| Denkmal-ID | Fundart             | Ortsteil        | Bezeichnung                    | Zeitstellung | Lage | Bemerkungen | Bild |
| ---------- | ------------------- | --------------- | ------------------------------ | ------------ | --- | --- | ---- |
| ?          | Grabmal > Grabhügel | Großweitzschen  | Gruppe von ca. 12 Hügelgräbern | Bronzezeit?  | südwestlich des Orts, Hochweitzschener Wald, Forstrevier Klosterbuch, Abteilungen 65 und 67             | flache Hügel mit maximal 10 m Durchmesser, Schutz seit 23. Februar 1961                                                                                           |      |
| ?          | Befestigung > Burg  | Kleinweitzschen | Wehranlage „Die Platte“        | Slawenzeit   | westlich des Orts, Geländesporn über dem Scheergrund, nordwestlich des Zusammenflusses der beiden Bäche | Abschnittsbefestigung in Spornlage, Schutz seit 4. Juni 1936, erneuert 1. November 1958                                                                           |      |
| ?          | Befestigung > Burg  | Mockritz        | Wasserburg                     | Mittelalter  | im Ort, östlicher Gutsbereich                                                                           | durch Herrenhaus überbaut, im Nordosten eine grabenähnliche Erweiterung des Teichs, ansonsten oberflächlich keine Strukturen erkennbar, Schutz seit 29. Juni 1973 |      |
| ?          | Befestigung > Burg  | Westewitz       | Wehranlage „Schanze“           | Mittelalter? | östlich des Orts, zungenförmige Terrasse auf dem Hochufer der Freiberger Mulde                          | keine Befestigungsreste erhalten, Schutz seit 28. Juli 1939, erneuert 1. November 1958                                                                            |      |